# Vriesea simplex
Vriesea simplex là một loài thuộc chi Vriesea. Đây là loài bản địa của Brasil và Venezuela.

## Giống
- Vriesea 'Charles W.'
- Vriesea 'Golden Tips'
- Vriesea 'Karamea Tipsy'
- Vriesea 'Maroon Delight'
- Vriesea 'Redtail'
- Vriesea 'Sidewinder'